# 维森施泰格
维森施泰格（德語：Wiesensteig，發音：[ˈviːzn̩ˌʃtaɪk] ⓘ）是德国巴登-符腾堡州斯图加特行政区格平根县的城市，面积23.41平方千米，2023年12月31日人口为2,044人。